# Sakit
Sakit es un pueblo y nagar Panchayat situado en el  distrito de Etah en el estado de Uttar Pradesh (India). Su población es de 6934 habitantes (2001). 

## Demografía
Según el  censo de 2001 la población de Sakit era de 5299 habitantes, de los cuales el 53% eran hombres y 47% eran mujeres. Sakit tiene una tasa media de alfabetización del 54%, inferior a la media nacional del 59,5%: la alfabetización masculina es del 61%, y la alfabetización femenina del 46%.